# Rescue me/Smile Again
「Rescue me/Smile Again」（レスキュー・ミー/スマイル・アゲイン）は、日本の音楽ユニット・Every Little Thingの15作目のシングル。

## 概要
前作『sure』から約4か月でのリリースであり、3rdアルバム『eternity』からのリカットシングルとなる。10万枚限定生産。五十嵐充脱退後にリリースされた初のシングルで、脱退以前の作品を収録する3人体制としての最後のシングルでもある。
持田香織によるイラスト入りカードが3枚封入されている。
本作の発売後、五十嵐の楽曲プロデュースは2009年のシングル『DREAM GOES ON』まで一切なかった。
「Rescue me」のPVと本作のテレビCMが収録されたシングルビデオが発売されている（詳しくは#Rescue me（映像作品）を参照）。

## 収録曲
| #         | タイトル                               | 作詞               | 作曲      | 編曲      | リミックス         | 時間  |
| --------- | -------------------------------------- | ------------------ | --------- | --------- | ------------------ | ----- |
| 1.        | 「Rescue me (Single Mix)」             | 五十嵐充           | 五十嵐充  | 五十嵐充  |                    | 4:19  |
| 2.        | 「The One Thing (Single Mix)」         | Every Little Thing | 五十嵐充  | 五十嵐充  |                    | 4:44  |
| 3.        | 「Smile Again」                        | Every Little Thing | 五十嵐充  | 五十嵐充  |                    | 4:31  |
| 4.        | 「Rescue me (Remix)」                  | 五十嵐充           | 五十嵐充  |           | 渥美尚樹、五十嵐充 | 6:35  |
| 5.        | 「Smile Again (Dub's Knock on Remix)」 | Every Little Thing | 五十嵐充  |           | Dub Master X       | 8:08  |
| 6.        | 「Rescue me (Instrumental)」           |                    | 五十嵐充  | 五十嵐充  |                    | 4:19  |
| 7.        | 「The One Thing (Instrumental)」       |                    | 五十嵐充  | 五十嵐充  |                    | 4:44  |
| 8.        | 「Smile Again (Instrumental)」         |                    | 五十嵐充  | 五十嵐充  |                    | 4:31  |
| 合計時間: | 合計時間:                              | 合計時間:          | 合計時間: | 合計時間: | 合計時間:          | 41:51 |

### 解説
1. Rescue me (Single Mix)
3rdアルバムの収録曲のシングルバージョン。
2. The One Thing (Single Mix)
3rdアルバムの収録曲のシングルバージョン。
3. Smile Again
4. Rescue me (Remix)
表題1曲目のリミックスバージョン。
5. Smile Again (Dub's Knock on Remix)
表題2曲目のリミックスバージョン。
6. Rescue me (Instrumental)
表題1曲目のインストゥルメンタルバージョン。
7. The One Thing (Instrumental)
カップリング曲のインストゥルメンタルバージョン。
8. Smile Again (Instrumental)
表題2曲目のインストゥルメンタルバージョン。

## 参加ミュージシャン
Every Little Thing
- 五十嵐充：Keyboards & Programmed
- 持田香織：Vocals & Chorus
- 伊藤一朗：Electric Guitar & Acoustic Guitar

Support Musician
- 桑島幻矢：Synthesizer Programmed

## タイアップ
- 日本ゲートウェイCMソング (#1)
- 東宝配給映画『クロスファイア』主題歌 (#2)
- ダイドードリンコ『Ti-Ha』CMソング (#3)

## 楽曲の収録アルバム
Rescue me
- 『eternity』
- 『Every Best Single 2』
- 『Every Best Single 〜COMPLETE〜』
- 『Every Best Single 2 ～MORE COMPLETE～』
- 『Every Best Single 2 〜Early period〜』

The One Thing
- 『eternity』
- 『Every Ballad Songs』

Smile Again
- 『eternity』
- 『Every Best Single 〜COMPLETE〜』
- 『Every Cheering Songs』
- 『Every Best Single 2 ～MORE COMPLETE～』
- 『Every Best Single 2 〜Early period〜』

## Rescue me（映像作品）
『Rescue me』は、日本の音楽グループEvery Little Thingの発売したVHSシングル。

### 解説（映像作品）
初のシングルビデオ。
VHSのみの発売。本作はEvery Little Thingの映像作品で唯一DVD化されていない。
PVではモーフィングが多用されており、持田香織の髪型や衣装が変化していく。

### 収録曲（映像作品）
1. Rescue me (Video Clip)
2. Rescue me／Smile Again (TV-CM)

| 1Aメロ | 1Aメロ         | → | 1Bメロ・1サビ | 1Bメロ・1サビ | → | 2Aメロ | 2Aメロ         | → | 2Bメロ・2サビ 3Bメロ・3サビ | 2Bメロ・2サビ 3Bメロ・3サビ |
|        | 嬰ト短調 (G♯m) | → |               | ホ短調 (Em)   | → |        | 嬰ト短調 (G♯m) | → |                             | ホ短調 (Em)                 |

| 1A・1Bメロ | 1A・1Bメロ | → | 1サビ | 1サビ          | → | 2A・2Bメロ | 2A・2Bメロ | → | 2サビ | 2サビ          |
|            | ニ長調 (D) | → |       | 嬰ト短調 (G♯m) | → |            | ニ長調 (D) | → |       | 嬰ト短調 (G♯m) |

| 3Bメロ | 3Bメロ     | → | 3サビ | 3サビ          | → | 後奏 | 後奏       |
|        | ニ長調 (D) | → |       | 嬰ト短調 (G♯m) | → |      | ニ長調 (D) |